# Jamaica (New York City)

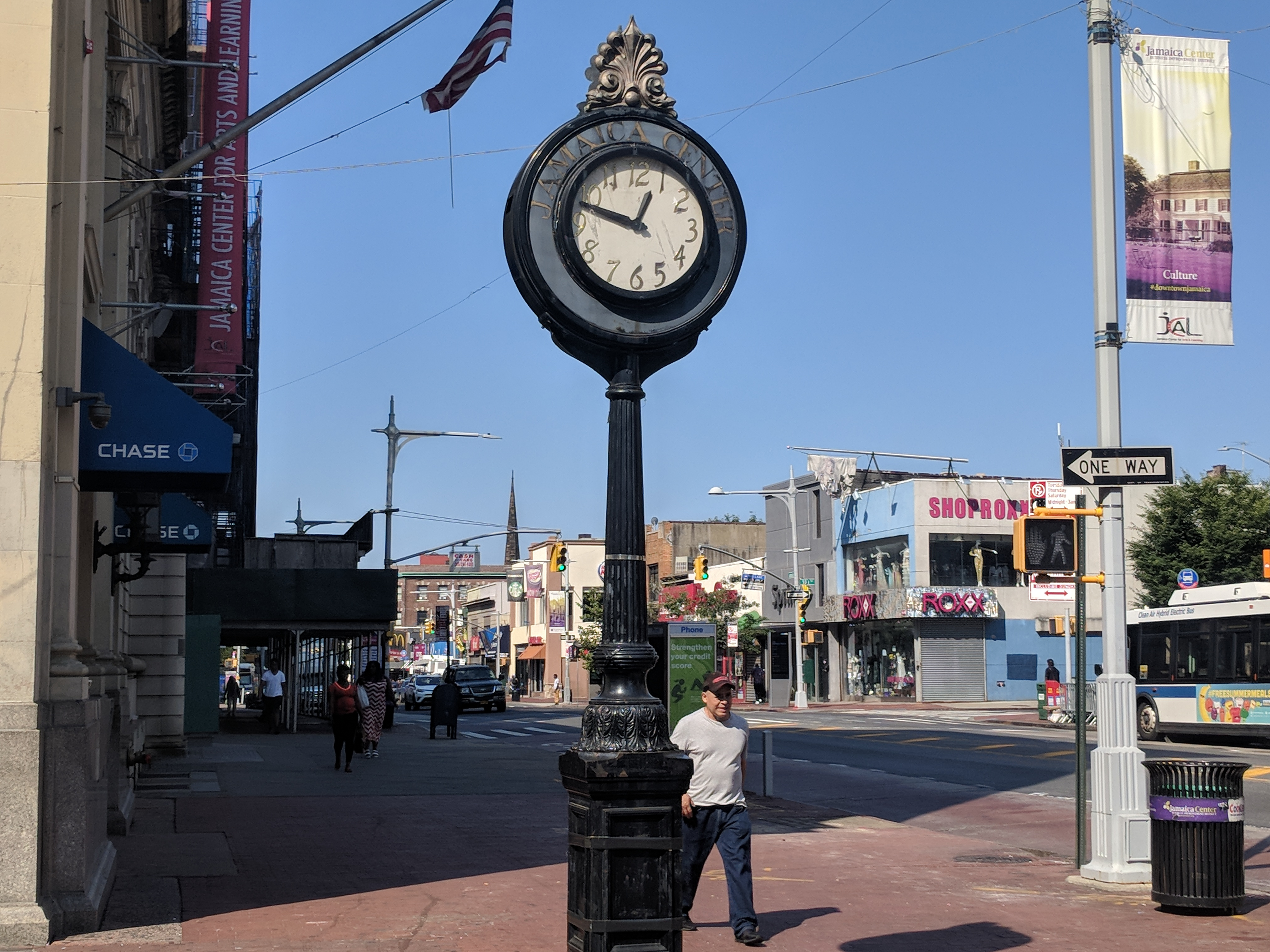
Straßenuhr „Jamaica Center“ an der Jamaica Avenue

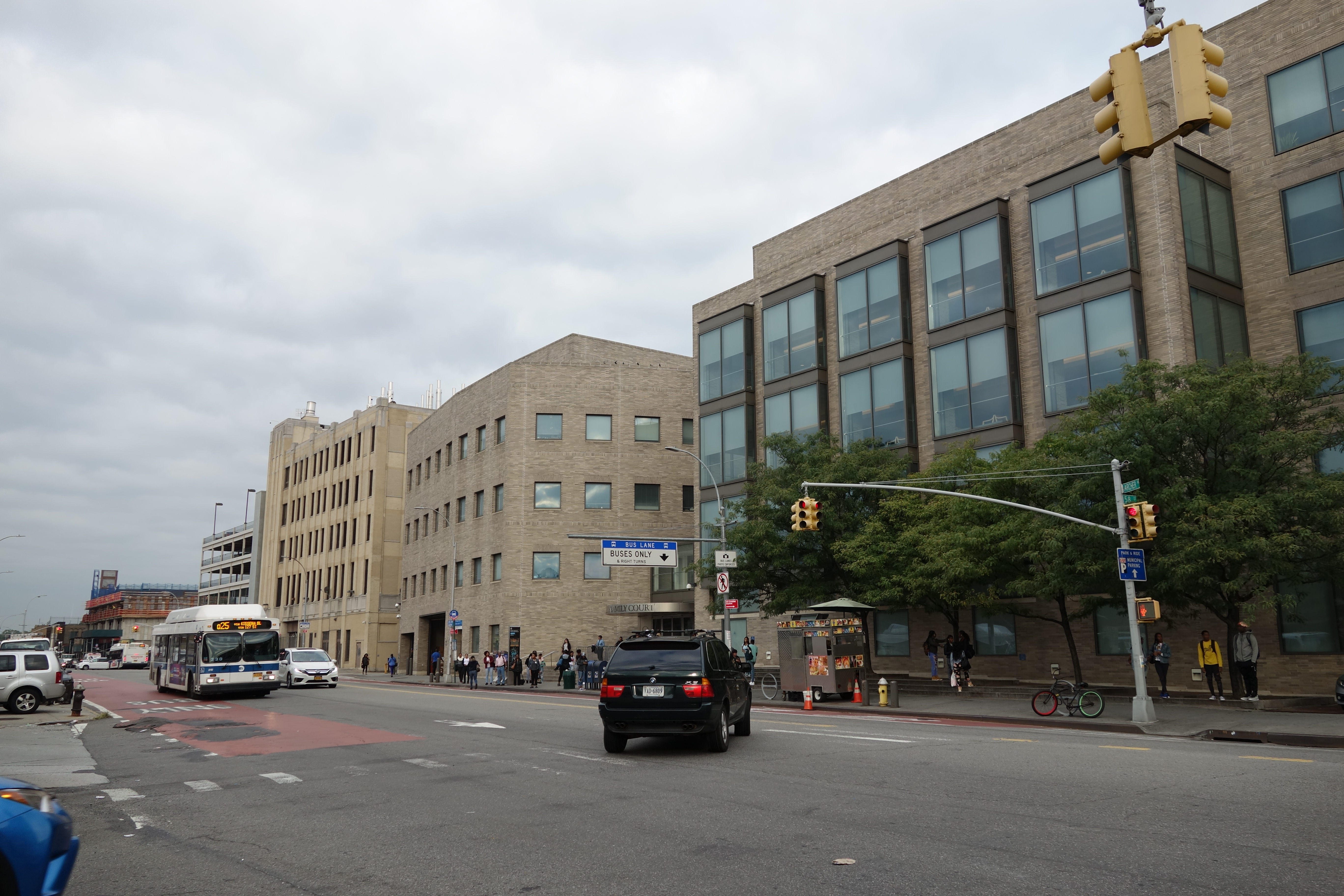
Archer Avenue

Jamaica ist ein bürgerlicher Stadtteil in New York City, der im Stadtbezirk Queens auf Long Island liegt. Jamaica besteht aus einem großen Gewerbe- und Einzelhandelsgebiet entlang der Jamaica Avenue, umfasst aber auch Wohngebiete. Der Name hat keinen Bezug zum karibischen Inselstaat Jamaika, sondern leitet sich ab von Jameco, der Bezeichnung für Biber in der Sprache nordamerikanischer Ureinwohner, die einst dieses Gebiet bewohnten.
Jamaica hat laut United States Census von 2020 eine Einwohnerzahl von 60.993 und nimmt eine Fläche von 4,34 km² ein. Er ist Teil des Queens Community District 12, hat die Postleitzahlen 11432, 11433 und 11435 und gehört zum 103. und 113. Bezirk des New Yorker Polizeidepartements. Kommunalpolitisch wird der Stadtteil durch den 24., 27. und 28. Bezirk des New York City Council vertreten.

## Lage

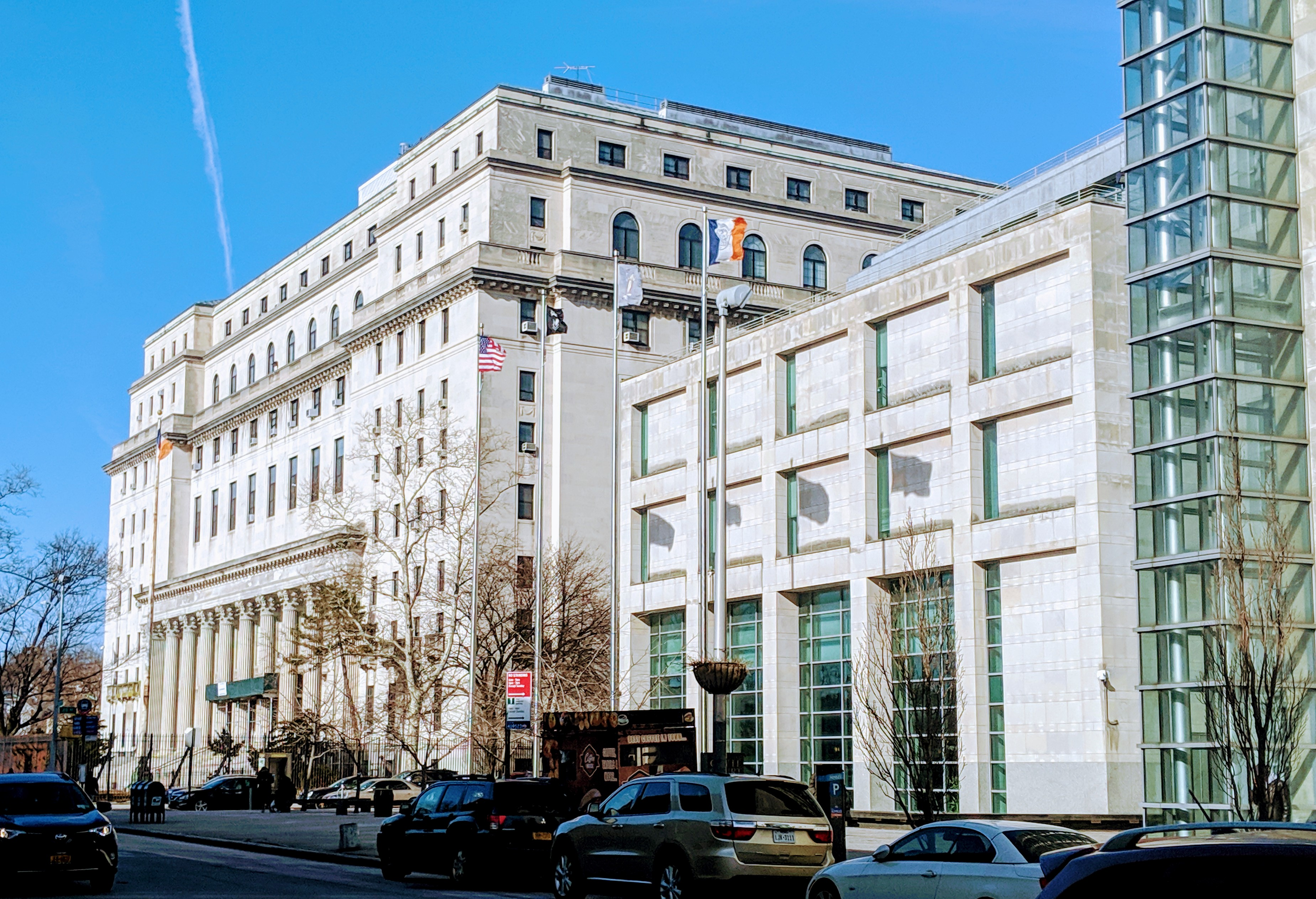
Supreme Court von Queens County und NYC Civil Court (vorn)

Jamaica liegt im Zentrum von Queens und grenzt im Osten an Hollis, im Südosten an St. Albans, im Süden an South Jamaica, im Westen an Richmond Hill und South Ozone Park, im Nordwesten an Briarwood sowie im Norden an Jamaica Hills und Jamaica Estates. Das Zentrum des Stadtteils bildet das Geschäftsviertel entlang der Jamaica Avenue.
Eine großzügigere nicht offizielle Definition des Gebietes setzt unter Einbeziehung weiterer Viertel die östliche Grenze am Francis Lewis Boulevard und am Springfield Boulevard und die südliche am Belt Parkway. Bei dieser Definition reicht das Gebiet südlich bis zum John F. Kennedy International Airport. Andere Definitionen setzen die Südgrenze viel enger, beispielsweise bei der Linden Avenue, welche die südliche Grenze der Postkreise 11433 und 11435 bildet.
Die erste geschlossene Siedlung, das Jamaica Village, reichte vom Van Wyck Expressway im Westen bis zum Farmers Boulevard im Osten. Die Jamaica Avenue bildete die Nordgrenze, die später zur Hillside Avenue verschoben wurde. Die Südgrenze war die Linden Avenue.

## Geschichte

### Kolonialzeit
Die Jamaica Avenue war ein alter Handelsweg der nordamerikanischen Ureinwohner, die von so weit entfernt wie dem Ohio River und den Großen Seen kamen, um Felle und Pelze gegen Wampum zu tauschen. Im Jahr 1655 erhielten die ersten Siedler das Land zwischen der heutigen Jamaica Avenue und dem Baisley Pond gegen zwei Gewehre, einen Mantel und etwas Blei und Schießpulver. 1656 erteilte Peter Stuyvesant einer Gruppe englischer Siedler das Recht, ein Dorf auf halbem Weg zwischen Hempstead und Nieuw Amersfoort, dem heutigen Flatlands, in Brooklyn zu bauen. Die Holländer benannten es Rustdorp, was in Deutsch friedliches ruhiges Dorf bedeutet, die Engländer bezeichneten das Dorf aber mit Jameco, dem Wort für Biber in der Algonkin-Sprache der sesshaften Lenni Lenape. Der Begriff stand im Zusammenhang mit dem nahegelegenen Teich, der später als Beaver Pond bezeichnet wurde.
Die Engländer eroberten 1664 Nieuw Amsterdam, wodurch das Dorf in englischen Besitz gelangte und der neu gegründeten Grafschaft York hinzugefügt wurde. Die Grafschaft wurde 1683 in Counties aufgeteilt. Jamaica wurde Verwaltungssitz des neu gebildeten County Queens.

### Unabhängigkeitskrieg
Im kolonialen Jamaica gab es eine Gruppe von 56 Minutemen, die während des Amerikanischen Unabhängigkeitskriegs aktiv in die Schlacht von Long Island eingriffen. Die Schlacht ging für die Kolonien verloren und das Gebiet von New York City wurde während des größten Teils des Unabhängigkeitskrieges durch britische Truppen besetzt. Rufus King, einer der Gründerväter der Vereinigten Staaten, zog 1805 nach Jamaica und baute auf den von ihm erworbenen Ländereien ein Herrenhaus, das erhalten geblieben ist und als King Manor Museum besichtigt werden kann.

### 18./19. Jahrhundert
Gegen Ende des 18. Jahrhunderts wurde Jamaica zu einem Markt für landwirtschaftliche Produkte. Der Handelsweg durch die Siedlung wurde zum King's Highway ausgebaut und konnte mit Pferdefuhrwerken befahren werden. 1794 eröffnete in Jamaica die Poststelle, die bis 1803 die einzige auf dem heutigen Gebiet der Stadtbezirke Queens und Brooklyn bleiben sollte. 1787 wurden die ersten Schulen gegründet: die Union Hall Academy für Jungen und das Union Hall Seminary für Mädchen.
1809 wurde die Brooklyn, Jamaica and Flatbush Turnpike Company gegründet, welche den King's Highway, die heutige Jamaica Avenue, zur Mautstraße ausbaute. 1814 wurde mit Jamaica Village das erste Dorf auf Long Island gegründet, das ab 1832 mit Postkutschenkursen an Brooklyn angebunden wurde. 1834 erreichte die erste Eisenbahnstrecke auf Long Island Jamaica. Sie war im Besitz der Brooklyn and Jamaica Railroad Company, welche die Mautstraße der Turnpike Company übernahm. Die Eisenbahn folgte Atlantic Avenue und verband Jamaica mit Downtown Brooklyn. Der Betrieb erfolgte von Beginn an durch die LIRR. 1851 verkaufte die Gesellschaft die Mautstraße an die Jamaica and Brooklyn Plank Road Company, welche die Straße zu einem Bohlenweg ausbaute. Die Jamaica and Brooklyn Road Company übernahm den Betreiber des Bohlenweges und eröffnete im Oktober 1887 eine Pferdestraßenbahn, die bereits ein Jahr später auf elektrischen Betrieb umstellte.
1870 wurde die St. John’s University gegründet, die nach der DePaul University die zweitgrößte katholische Hochschule der USA ist.
Am 1. Januar 1898 wurde Queens Teil von New York City und Jamaica der Verwaltungssitz des Stadtkreises.

### 20./21. Jahrhundert
1913 wurde die Jamaica Station der LIRR am heutigen Standort fertiggestellt, 1918 eröffnete mit der BMT Jamaica Line der Brooklyn Rapid Transit Corporation (BRT) die erste U-Bahn-Verbindung nach Manhattan. Die Strecke führte man als Hochbahn über die Jamaica Avenue. 1936 folgte die IND Queens Boulevard Line des Independent Subway Systems. Nach dem Abriss der Hochbahn wurden 1988 die IND/BMT Archer Avenue Lines eröffnet. Die Archer Avenue Linien sind zwei Expresslinien der New York City Subway, die größtenteils unter der Archer Avenue verlaufen. Die beiden Linien sind auf zwei separaten nicht miteinander verbundenen Ebenen gebaut: Die Linie E der IND Queens Boulevard Line nutzt die obere Ebene (Archer Avenue Line B2) und die Linien J und Z der BMT Jamaica Line die untere Ebene (Archer Avenue Line B1). 
In den 1920er und 1930er Jahren entstanden das Gebäude des Theaters „Loew's Valencia Theatre“, das futuristisch anmutende „Möbelhaus Kurtz“ und das „Roxanne Building“, das in den 1970er Jahren Hauptsitz der Islamic Society of North America war. Das 1930 eröffnete Geschäft „King Kullen“ war der erste Selbstbedienungs-Supermarkt von Queens.

## Demografie

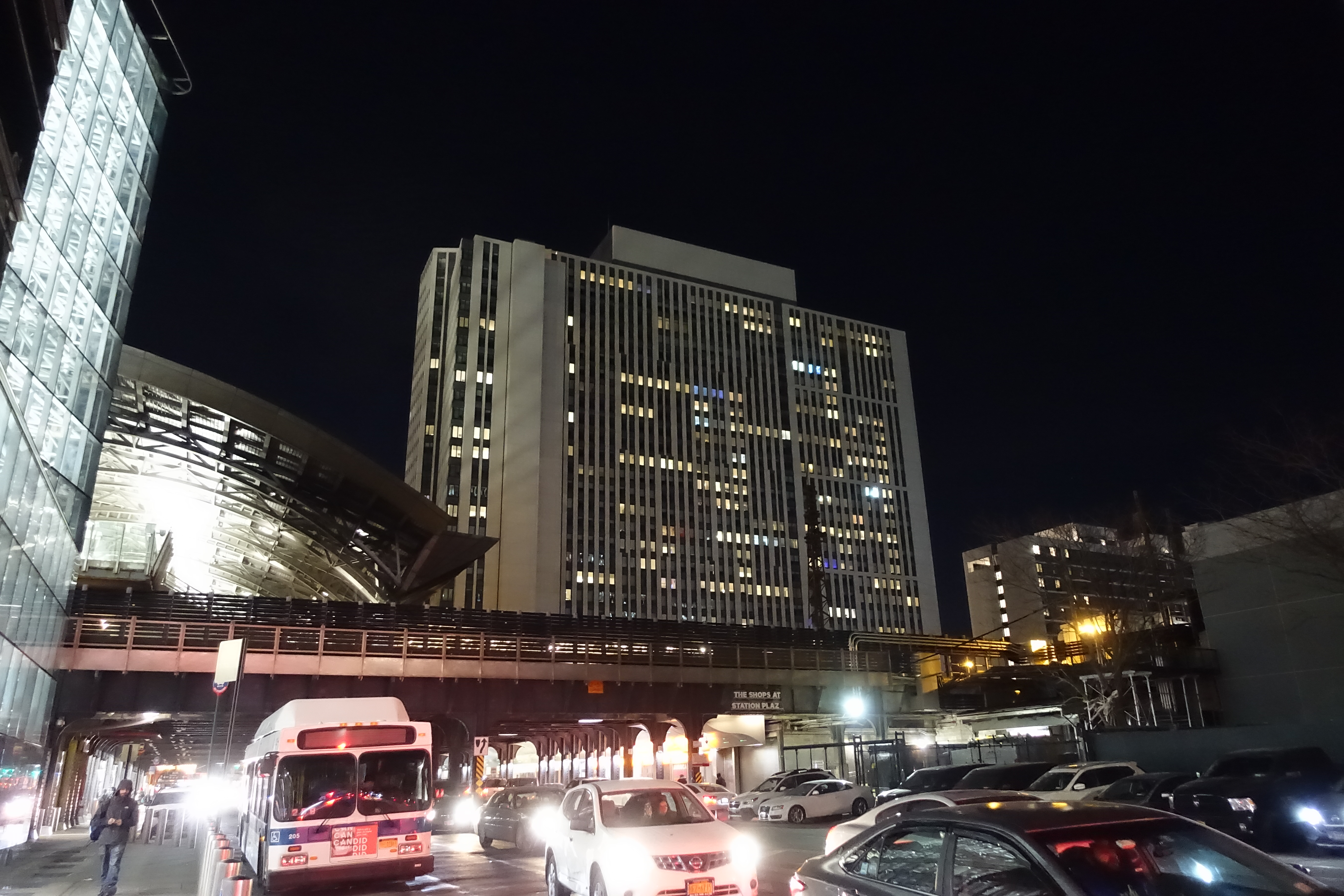
Straßenszene an der Jamaica Station

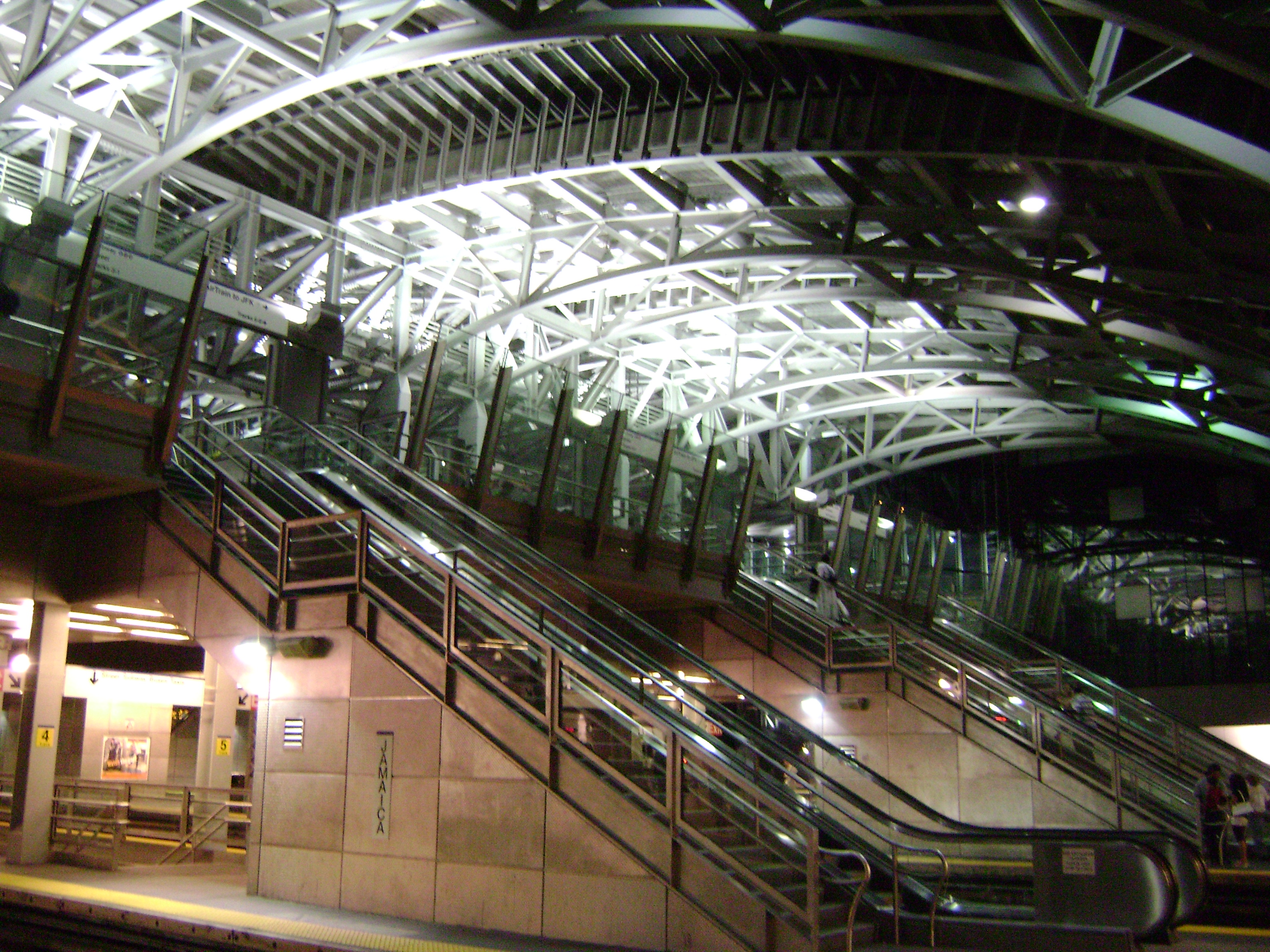
Jamaica Station: Überdachung und Rolltreppen

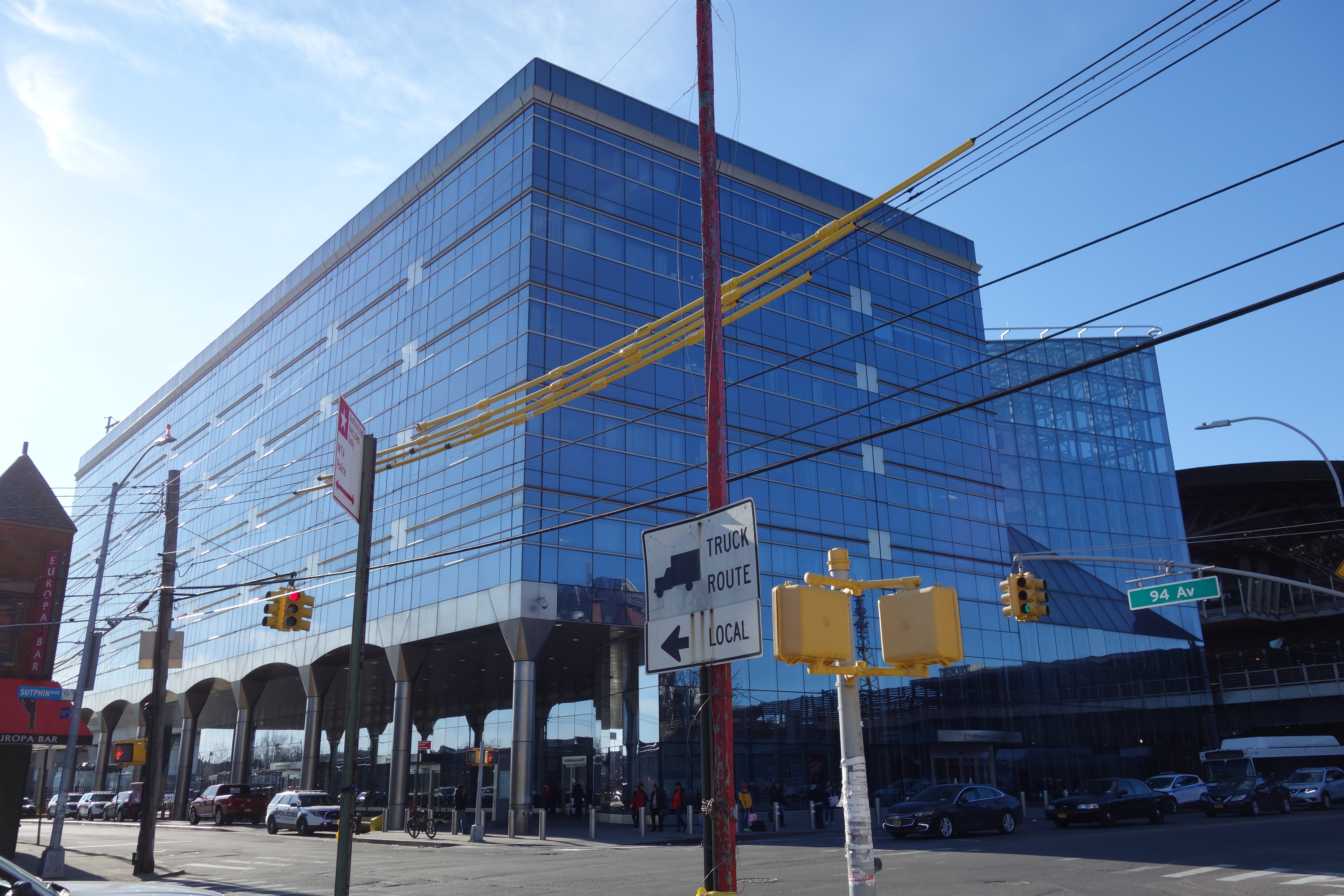
Jamaica AirTrain building

Die meisten Bewohner von Jamaica sind asiatischer Abstammung und Hispanics, gefolgt von den Afroamerikanern. Weiße bilden nur eine kleine Minderheit.
Laut Volkszählung von 2020 hatte Jamaica 60.993 Einwohner bei einer Einwohnerdichte von 14.054 Einwohnern pro km². Im Stadtteil lebten 2.001 (3,3 %) Weiße, 21.263 (34,9 %) Asiaten, 20.859 (34,2 %) Hispanics und Latinos, 10.614 (17,4 %) Afroamerikaner, 3.481 (5,7 %) aus anderen Ethnien und 2.775 (4,5 %) aus zwei oder mehr Ethnien.

## Verkehr
Die im Stadtteilzentrum gelegene Jamaica Station der Long Island Rail Road (LIRR) ist nach dem Grand Central Terminal und der Pennsylvania Station der drittgrößte Bahnhof in New York City. Er bildet einen wichtigen Knotenpunkt im öffentlichen Verkehr, an dem von den LIRR-Zügen auf die U-Bahn-Linien ,  und  der New York City Subway (Station Sutphin Boulevard–Archer Avenue–JFK Airport) sowie auf den AirTrain JFK umgestiegen werden kann. Die genannten U-Bahn-Linien enden eine Station weiter an der Station Jamaica Center–Parsons/Archer. Entlang der Hillside Avenue an der Nordgrenze von Jamaica bedient die IND Queens Boulevard Line vier Stationen mit den Linien  und  und endet dort an der Station Jamaica–179th Street.
Im Busnetz von Jamaica verkehren sieben Linien der MTA New York City Bus, vier Linien der MTA Bus Company und sechs Linien von Nassau Inter-County Express (Nassau County). Mit einer Ausnahme enden alle Buslinien am Busbahnhof Jamaica Bus Terminal in der 165th Street oder an der U-Bahn-Station Jamaica Center. Es bestehen Verbindungen nach Manhattan, in die Bronx, zur Halbinsel Rockaway Peninsula und nach Nassau County.
Rund fünf Kilometer südlich des Zentrums liegt der Flughafen John F. Kennedy International Airport.
Bedeutende Hauptstraßen sind Archer Avenue, Hillside Avenue, Liberty Avenue, Merrick Boulevard, Rockaway Boulevard, Parsons Boulevard, Guy R. Brewer Boulevard, Sutphin Boulevard sowie die Jamaica Avenue als die verkehrsreichste Durchgangsstraße im Stadtteil. Überregional ist Jamaica am Highway Van Wyck Expressway (Interstate 678) im Westen und dem Grand Central Parkway im Norden angebunden.

## Persönlichkeiten
- Richard Hanley (* 1931), Oblate der Makellosen Jungfrau Maria und Generaloberer seiner Kongregation
- Wynton Kelly (1931–1971), Jazzpianist der Hardbop-Ära